# Toespraak van Seraing
De toespraak van Seraing werd uitgesproken op 1 oktober 1927 in de fabrieken van John Cockerill in Seraing door koning Albert I. In de toespraak benadrukte hij het belang van wetenschappelijk onderzoek voor de economische ontwikkeling van België. De toespraak wordt beschouwd als de start van de uitbouw in de jaren 30 van de wetenschappelijke instellingen in België, zoals het Nationaal Fonds voor Wetenschappelijk Onderzoek en de huidige Federale Wetenschappelijke Instellingen.

Mijne Heren, Ik ben zeer gevoelig voor uw onthaal. Ik dank de heren Chainaye en Greiner oprecht voor de hartelijke woorden, waarmede zij mij in hun toespraken hebben begroet. Met levendige aandacht heb ik naar de redevoering geluisterd waarin uw uitstekende Directeur-Generaal zoveel feiten aanhaalt. Hij heeft ons een indrukwekkend tafereel opgehangen van de stichting en de groei van deze industriële inrichting, die de grootste en oudste van het land is en een wereldbekende naam draagt. Deze geschiedenis geeft een treffend voorbeeld van hetgeen een man, een werkman vermag, die geen ander fortuin dan zijn verstand bezit, maar die juist ziet en wiens denkbeelden door een onverdroten volharding gediend worden. Het is opmerkenswaardig dat deze Engelsman, aan wiens schrander doorzicht men nooit genoeg hulde zal kunnen brengen, zoveel mannen gevonden heeft die hem begrepen hebben: medewerkers, technici en werklieden. De verklaring daarvan ligt in het feit, dat hij te doen had met die bewonderenswaardige bevolking, die sedert eeuwen haar streek beroemd gemaakt heeft door haar verstand, haar werkzaamheid, haar fiere kloekmoedigheid en die in de economische opbloei van België aan het vaderland bedrijfsleiders, ingenieurs, arbeiders geschonken heeft, die onder de eersten ter wereld mogen gerangschikt worden. Het werk van John Cockerill tot aan zijn vroegtijdige dood geeft een overzicht van de ontwikkeling der ijzerindustrie en der mechanische bouwkunde in die tijd. De inrichting, in de vorm van naamloze vennootschap, bewaart de tradities van haar stichter; haar bestuurders laten zich door zijn toekomstplannen leiden. Zij is de eerste van het vasteland, die met de Engelse ingenieur Bessemer onderhandelt om zijn werkwijze in België in te voeren. Zij laat zich mijnvergunningen toekennen, die haar de nodige brandstof en de geschikte ertsen moeten verschaffen. Zij richt een scheepstimmerwerf op en aarzelt niet om haar blikken naar verre landen te richten, die voor haar bedrijvigheid afzetgebieden zouden kunnen worden. De hulde door ons gebracht aan mannen die zulke diensten aan het vaderland bewezen hebben, is zeer oprecht. Wij betuigen dezelfde gevoelens aan al degenen, industriëlen, ingenieurs en werklieden, aan wie wij de grootheid van deze onderneming danken en die nog steeds haar faam hoog houden door haar productie voortdurend te doen toenemen. Vergeten wij trouwens niet, dat naast haar technische verbeteringen, de vennootschap niet opgehouden heeft het welzijn van haar personeel te behartigen. Lang geleden heeft zij de aandacht getrokken door gelukkige initiatieven van sociale aard, zoals de stichting van talrijke werken van voorzorg en menslievendheid en door haar belangstelling in de verstandelijke en zedelijke verheffing der werklieden. Ik meen aller tolk te wezen wanneer ik hulde breng aan de verdiensten van de heer Greiner en van zijn vader, die met verlichte toewijding een zo belangrijk aandeel aan het bestuur der werkplaatsen hebben genomen. Ik verheug er mij over, Mijne Heren, mij hier te midden van een talrijke elite te bevinden, waar al degenen vertegenwoordigd zijn die er toe bijdragen om onze industriële voortbrengst te handhaven en te doen aangroeien. Ik hecht er aan, hun de verzekering te geven van mijn toewijding aan de grote economische belangen van het land. Sedert bijna honderd jaar heeft mijn familie er steeds naar gestreefd het hare bij te dragen tot de bloei van België's nijverheid en handel. De inrichting, waarvan wij heden de meer dan honderdste verjaring vieren, droeg er in ruime mate toe bij om aan de Belgen, binnen hun enge politieke grenzen ingesloten, de weg aan te wijzen die hun land moest voeren naar een der eerste plaatsen onder de grote economische machten ter wereld. Een natie is tegen verval gevrijwaard en is er zeker van sterk te blijven, wanneer zij zich op alle gebieden aan de vereisten van de vooruitgang beslist aanpast en zich de aanleg en de geschiktheid van haar bekwaamste burgers ten nutte weet te maken ten bate van het algemeen welzijn. Buiten zijn steenkolen beschikt België over bijna geen natuurlijke hulpbronnen, maar het bezit de moed, de werklust zijner bewoners en hun zin voor initiatief, die met een merkwaardige praktische geest gepaard gaan. Ziedaar onvergelijkelijke rijkdommen; en deze hoofdhoedanigheden van het ras hebben hun volle maat kunnen geven, dankzij onze vrijheden, die meer uitgebreid zijn dan in welk ander land ook. Er dient op gewezen dat het succes en de bloei van de werkplaatsen Cockerill te danken zijn aan het feit dat, sedert hun oprichting en naar het voorbeeld van hun grondlegger, de leiders steeds vooruitziend zijn te werk gegaan. Zij waren hun tijd vooruit. John Cockerill is de eerste en lange tijd de enige geweest om een inrichting van deze belangrijkheid te hebben opgevat. Zijn opvolgers hebben, dikwijls vóór anderen, de meest vooruitstrevende en verbeterde werkwijzen toegepast. Uit dit alles is voor ons een kostbare les te trekken. Het is nodig dat wij ons, thans minder dan ooit, niet door onze mededingers laten voorbijstreven. De moderne wetenschap plaatst de techniek voor nieuwe en bijna onbeperkte vooruitzichten. Het is in de onderzoekslaboratoria dat de grondslagen voor de nijverheid der toekomst worden gelegd; en nochtans kunnen wij een zekere ongerustheid niet bedwingen, wanneer wij de ontoereikendheid vaststellen der stoffelijke hulpmiddelen waarover de wetenschapsmensen thans in ons land beschikken om hun studiën en hun werk voort te zetten. Er heerst in België een echte crisis der wetenschappelijke instellingen en laboratoria, en de economische moeilijkheden, uit de oorlog en de naoorlogse tijden gesproten, hebben de openbare machten buiten staat gesteld om zelf de besliste en afdoende maatregelen te treffen, die met doelmatigheid het kwaad zouden kunnen verhelpen. Het publiek bij ons is er zich niet voldoende van bewust, dat de zuivere wetenschap de onmisbare voorwaarde is voor de toegepaste wetenschap en dat de naties, die de wetenschap en de geleerden verwaarlozen, door het noodlot voor ondergang gemerkt zijn. Aanzienlijke en volgehouden inspanningen, veelvuldige initiatieven dringen zich op, zo wij willen - en wij moeten het willen - dat onze rang en onze goede naam gehandhaafd blijven. Op onze dagen betekent stilstaan achteruitgaan. Ik ben ervan overtuigd, dat de keur der industriëlen die mij aanhoort, hiermede volkomen zal instemmen. Ik vraag aan al degenen die van deze elite deel uitmaken, dat zij dikwijls aan onze Universiteiten, aan onze bijzondere scholen, aan onze laboratoria zouden denken. Op dat gebied wordt voor het initiatief onzer medeburgers een ruim veld opengesteld. Naar welbekende voorbeelden die tot nu toe in België veel zeldzamer waren dan in zekere landen, moeten wij volstrekt allen te zamen de praktische middelen vinden om de wetenschap te bevorderen en de zoekers en de geleerden aan te moedigen. De nationale wilskracht - waarvan wij vandaag een der merkwaardigste veroveringen op industrieel gebied vieren - laat ons niet toe te twijfelen aan de mogelijkheden tot verwezenlijking die zich voor ons openbaren. De oorlog heeft die wilskracht zwaar op de proef gesteld. Maar de Belgen zijn deze proef te boven gekomen, dankzij hun onbedwingbare moed en hun zucht tot onafhankelijkheid. Zij hebben voorwaar in die heldentijden hun kenspreuk bewaarheid. Ons economisch materieel, vrucht van eeuwenlange inspanning en opoffering, werd grotendeels vernield; maar niemand dacht er aan zich te laten ontmoedigen. De heerlijke leus van Cockerill: ‘Courage to the last’, die de houding van het land gedurende de oorlog kenmerkte, was werkelijk ook die der Belgen, die op zich hadden genomen het land te herstellen, nadat vier jaren lang een onverbiddelijke bezetting het uitgeput had en ten gronde gericht. Wij mogen vertrouwen hebben in onze lotsbestemming. Een vrije natie als de onze schrijft zelf haar geschiedenis. Ons verleden kan instaan voor hetgeen de toekomst zal zijn. Onze werklust zal de grote rijkdom blijven van het land. Door de initiatieven onzer industriëlen en financiers, de kunde onzer ingenieurs, de bekwaamheid onzer arbeiders, zullen alle hinderpalen uit de weg worden geruimd.